# متقلبية
عائلة المُتقلبية (بالإنجليزية: Proteidae)‏ هي مجموعة من السمادل المائية والموجودة اليوم في البلقان وأمريكا الشمالية. يتمد نطاق جنس السِّبَحلِيَّة من الوسط الجنوبي لكندا ثُم من خلال الوسط الغربي للولايات المُتحدة ومن الشرق إلى كارولاينا الشمالية وإلى الجنوب من جورجيا والمسيسيبي، أما بالنسبة لسمندل الكهوف الأوروبي فتواجده محدود في غرب البلقان، مع العلم أنه العضو الوحيد الموجود ضمن جنس المُتقلبة.

## روابط خارجية
- شجرة الحياة: المُتقلبية